# Kaplica św. Floriana w Bystrzycy Kłodzkiej
Kaplica św. Floriana w Bystrzycy Kłodzkiej – zabytkowa kaplica pochodząca z 1725 r., położona na obrzeżach miasta, na Górze Parkowej.

## Historia
Budowlę wznoszono w latach 1724-1725, w miejscu w którym wcześniej istniała drewniana kapliczka z 1648 roku. Dedykacja kaplicy partonowi strażaków św. Florianowi wiązała się z tym, że Bystrzyca Kłodzka we wcześniejszych latach była wielokrotnie niszczona pożarami, najgroźniejszy z nich w 1703 r. strawił połowę miasta. W XIX w. obiekt był restaurowany. 

Decyzją wojewódzkiego konserwatora zabytków z dnia 22 grudnia 1971 roku kaplica została wpisana do rejestru zabytków.

Obecnie świątynia ma status kościoła filialnego.

## Architektura
Kaplica została wzniesiona na planie prostokąta, posiada apsydę mieszczącą prezbiterium, a także niewielką zakrystię i wejściową kruchtę.
Nakryta jest dachem dwuspadowym, na kalenicy, którego ulokowano sygnaturkę. Na sklepieniu zachowała się cenna polichromia, przedstawiająca św. Floriana, polewającego wodą z dzbana płonący kościół. Malowidło to ukazuje dość dokładnie ówczesną zabudowę Bystrzycy Kłodzkiej. Poza tym we wnętrzu zachowało się bogate wyposażenie, pochodzące z okresu budowy, takie jak ołtarze, rzeźby autorstwa Michała Klahra i malarstwo ścienne. W przeszłości w kaplicy przechowywano relikwie św. Floriana, jednak w roku 1823 spłonęły one w pożarze.   

## Galeria

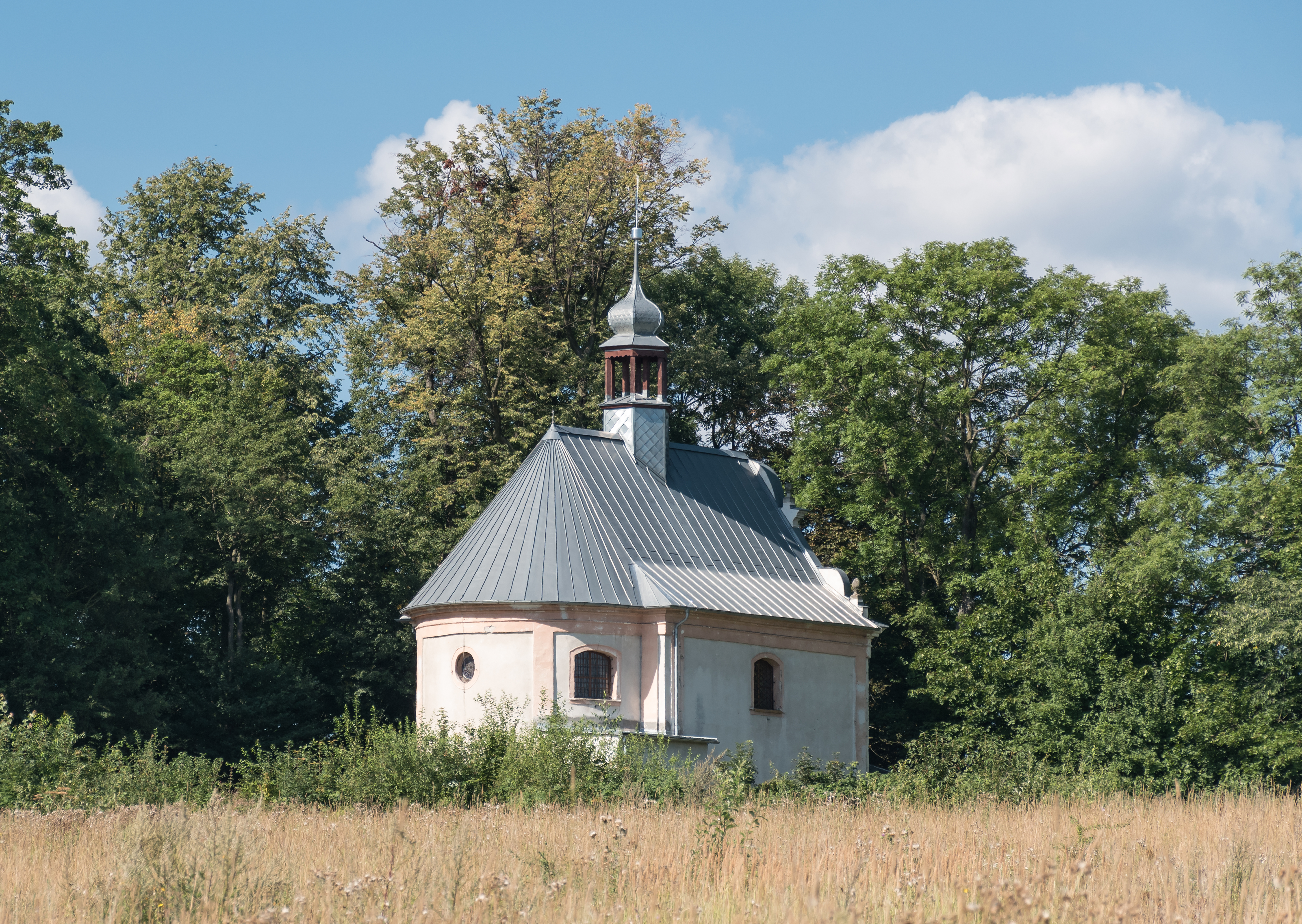
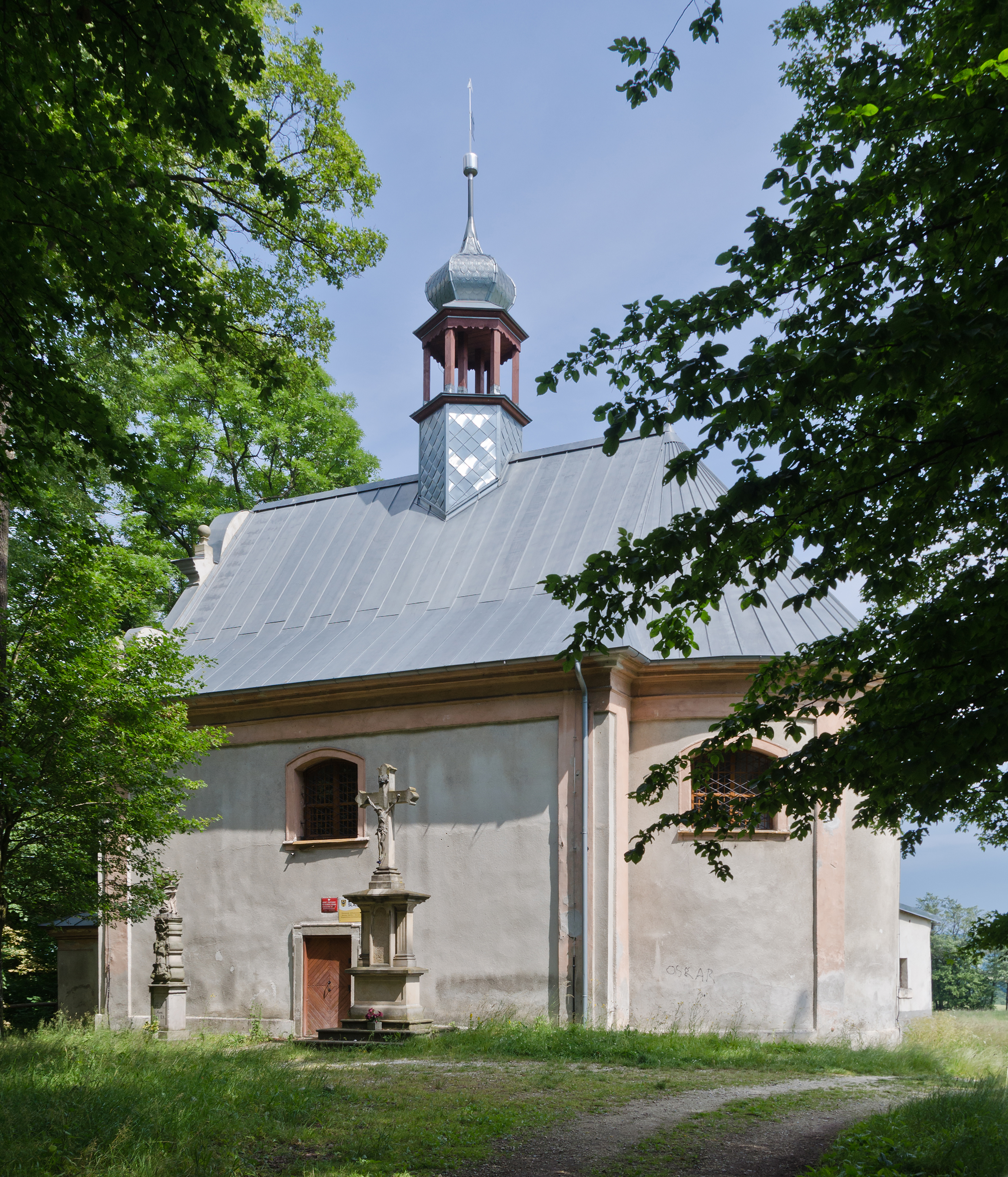
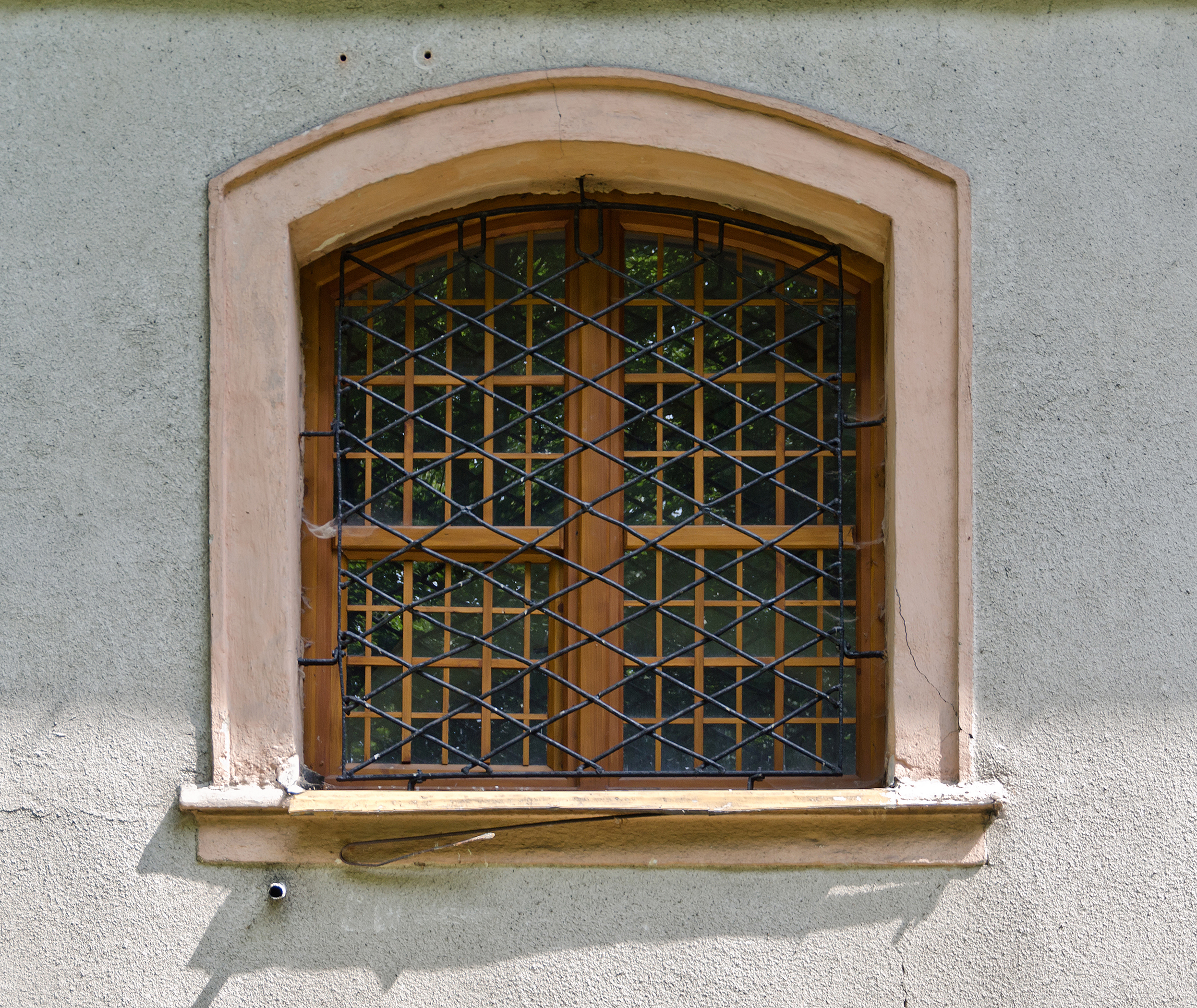
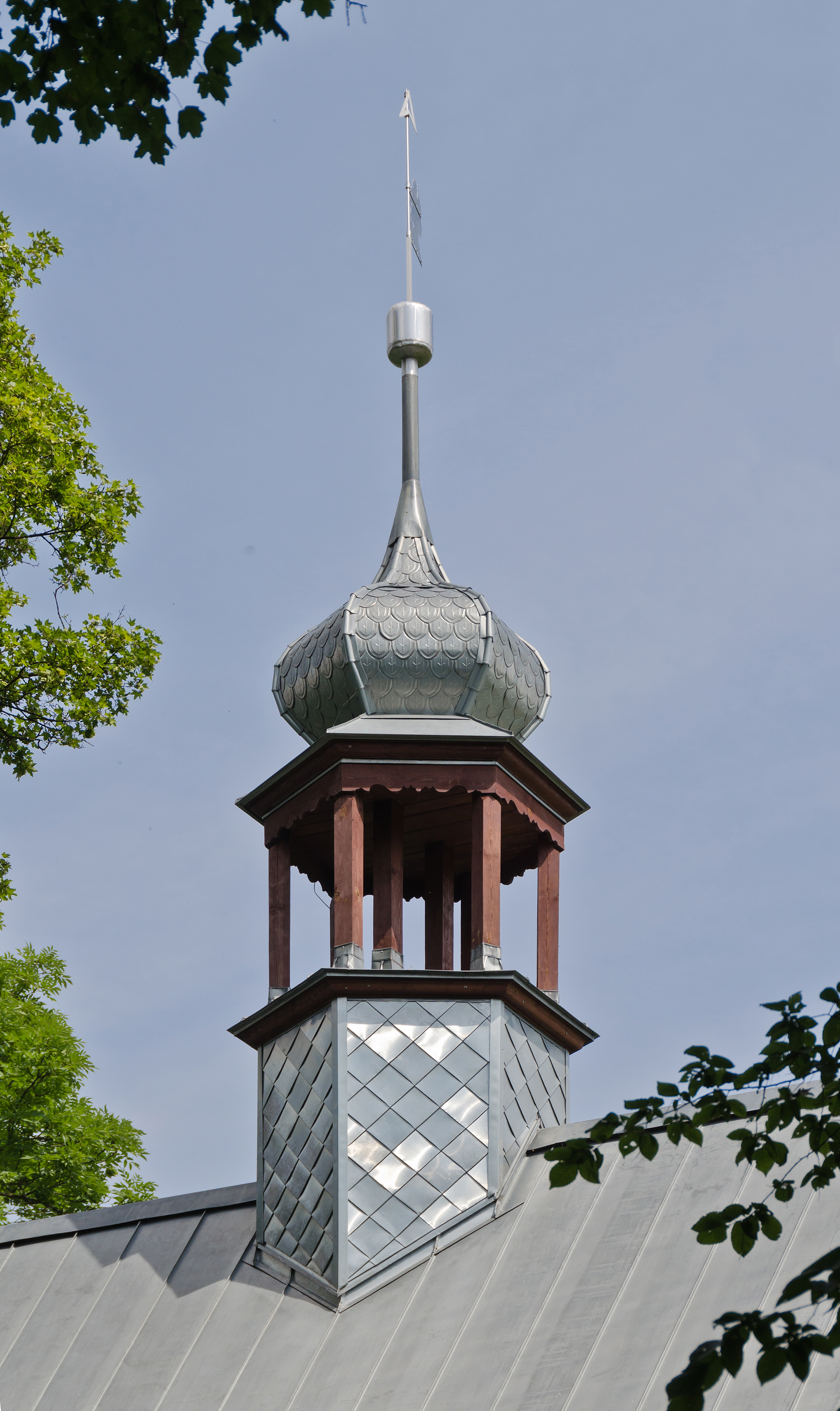
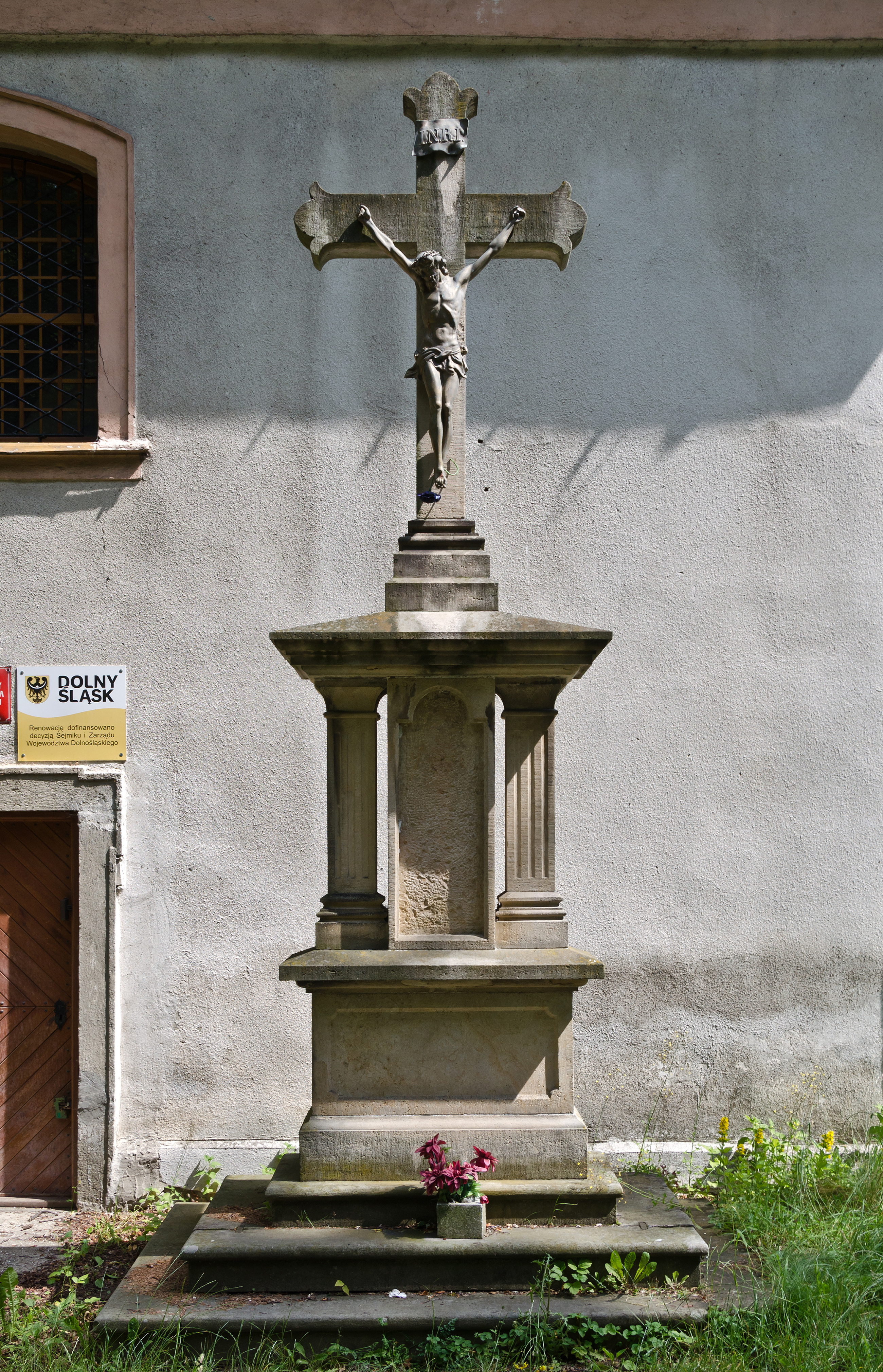
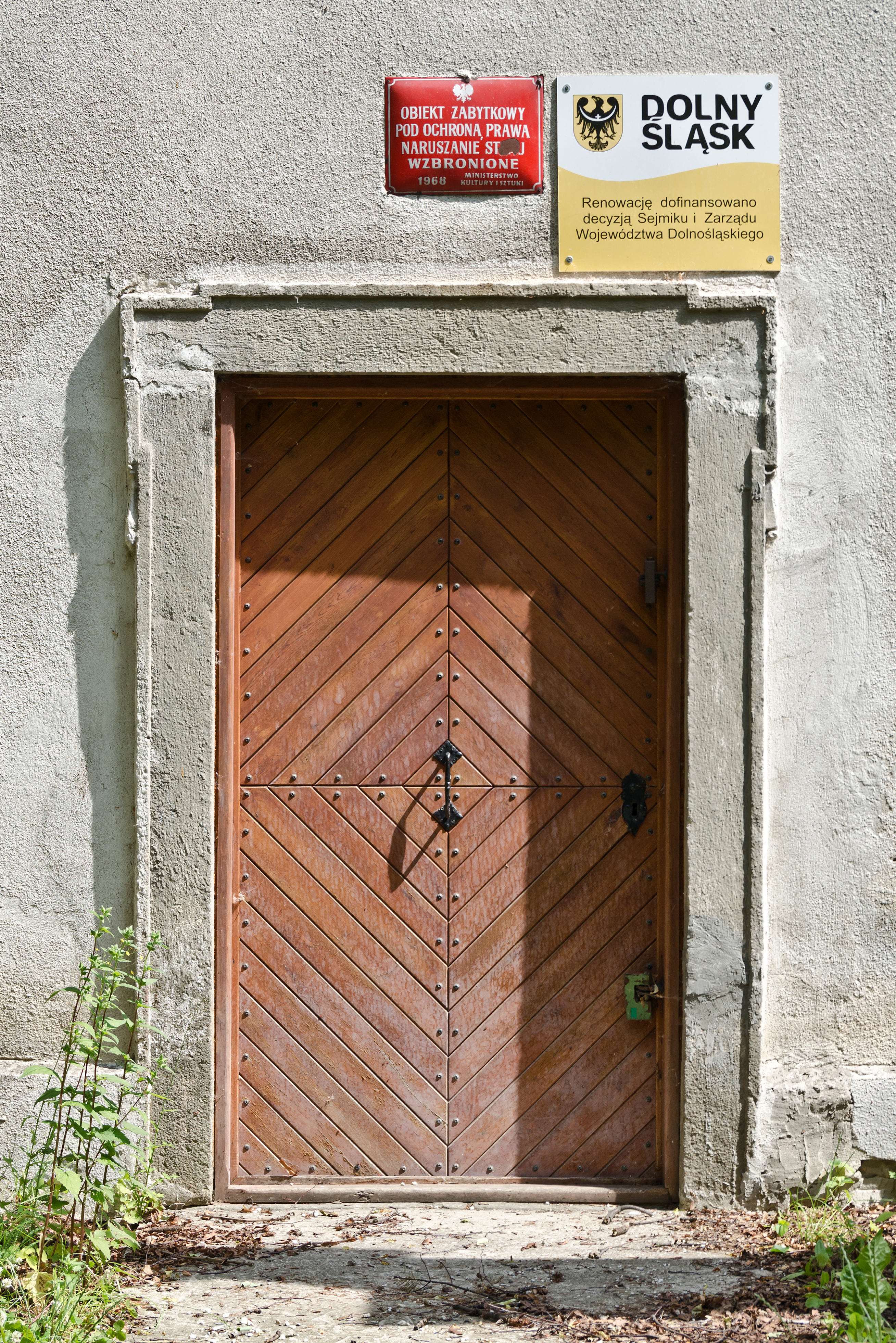